# Curling-Weltmeisterschaft 2008
Die Curling-Weltmeisterschaft 2008 der Männer und Frauen wurde räumlich und zeitlich getrennt ausgetragen.
Das Turnier der Frauen hat vom 22. bis 30. März im Wesbild Centre in der kanadischen Stadt Vernon, British Columbia stattgefunden. Die Männer trugen ihr Turnier vom 5. bis 13. April in der Ralph Engelstad Arena in Grand Forks, North Dakota, USA aus.

## Turnier der Männer (in Grand Forks)

### Teilnehmer
| Australien | Volksrepublik China | Dänemark |
| --- | --- | --- |
| Sydney Harbor CC, Sydney Skip: Hugh Millikin Third: Ian Palangio Second: Sean Hall Lead: Stephen Johns Ersatz: Stephen Hewitt               | Harbin CC, Harbin Skip: Wang Fengchun Third: Liu Rui Second: Xu Xiaoming Lead: Li Dongyan Ersatz: Zhang Zhipeng                       | Hvidovre CC, Hvidovre Skip: Johnny Frederiksen Third: Lars Vilandt Second: Bo Jensen Lead: Kenneth Hertsdahl Ersatz: Mikkel Poulsen        |
| Deutschland | Frankreich | Kanada |
| CC Füssen, Füssen Skip: Andreas Kapp Third: Andreas Lang Second: Holger Höhne Lead: Andreas Kempf Ersatz: Felix Schulze                     | Chamonix CC, Chamonix Skip: Thomas Dufour Third: Tony Angiboust Second: Jan Henri Ducroz Lead: Richard Ducroz Ersatz: Raphaël Mathieu | Saville Sports Center, Edmonton Skip: Kevin Martin Third: John Morris Second: Marc Kennedy Lead: Ben Hebert Ersatz: Adam Enright           |
| Norwegen | Schottland | Schweden |
| Snarøen CC, Bærum Skip: Thomas Ulsrud Third: Torger Nergård Second: Christoffer Svae Lead: Håvard Vad Petersson Ersatz: Thomas Due          | Lockerbie Lce Rink, Lockerbie Skip: David Murdoch Third: Graeme Connal Second: Peter Smith Lead: Euan Byers Ersatz: Peter Loudon      | Stocksunds CC, Stocksund Skip: Anders Kraupp Third: Peder Folke Second: Björn Brandberg Lead: Anton Sandström Ersatz: Mats Nyberg          |
| Schweiz | Tschechien | Vereinigte Staaten |
| CC St. Galler Bär, St. Gallen Skip: Claudio Pescia Third: Patrick Hürlimann Second: Pascal Sieber Lead: Marco Battilana Ersatz: Toni Müller | CK Brno, Brno Skip: Jiří Snítil Third: Martin Snítil Second: Jindřich Kitzberger Lead: Marek Vydra Ersatz: Miloš Hoferka              | St. Paul CC, St. Paul Madison CC, Madison Skip: Craig Brown Third: Rich Ruohonen Second: John Dunlop Lead: Pete Annis Ersatz: Kevin Kakela |

### Round Robin
| Platz | Team                | Spiele | Siege | Ndlg. |
| ----- | ------------------- | ------ | ----- | ----- |
| 1.    | Kanada              | 11     | 10    | 1     |
| 2.    | Schottland          | 11     | 8     | 3     |
| 3.    | Volksrepublik China | 11     | 7     | 4     |
| 4.    | Norwegen            | 11     | 7     | 4     |
| 5.    | Frankreich          | 11     | 6     | 5     |
| 6.    | Australien          | 11     | 5     | 6     |
| 7.    | Vereinigte Staaten  | 11     | 5     | 6     |
| 8.    | Deutschland         | 11     | 5     | 6     |
| 9.    | Dänemark            | 11     | 4     | 7     |
| 10.   | Schweden            | 11     | 4     | 7     |
| 11.   | Schweiz             | 11     | 3     | 8     |
| 12.   | Tschechien          | 11     | 2     | 9     |

| Datum    | Zeit  | Begegnung                | Resultat |
| -------- | ----- | ------------------------ | -------- |
| 5. April | 14:00 | Norwegen – USA           | 6:8      |
|          |       | Frankreich – China       | 7:2      |
|          |       | Deutschland – Schweiz    | 9:8      |
|          |       | Tschechien – Schottland  | 7:5      |
|          | 19:00 | Schweiz – Frankreich     | 1:7      |
|          |       | Schweden – Australien    | 6:5      |
|          |       | Dänemark – Kanada        | 3:9      |
|          |       | Deutschland – China      | 11:5     |
| 6. April | 09:00 | Schottland – Norwegen    | 10:6     |
|          |       | Tschechien – USA         | 7:6      |
|          | 14:00 | Australien – Dänemark    | 10:7     |
|          |       | China – Schweiz          | 7:5      |
|          |       | Frankreich – Deutschland | 5:8      |
|          |       | Schweden – Kanada        | 5:8      |
|          | 19:00 | USA – Schottland         | 7:6      |
|          |       | Dänemark – Schweden      | 9:5      |
|          |       | Kanada – Australien      | 9:3      |
|          |       | Norwegen – Tschechien    | 8:4      |
| 7. April | 09:00 | Tschechien – Deutschland | 7:9      |
|          |       | Schottland – Frankreich  | 5:4      |
|          |       | Norwegen – Schweiz       | 9:8      |
|          |       | USA – China              | 9:8      |
|          | 14:00 | Frankreich – Kanada      | 2:8      |
|          |       | Deutschland – Australien | 3:5      |
|          |       | China – Dänemark         | 8:5      |
|          |       | Schweiz – Schweden       | 5:4      |
|          | 19:00 | Schweden – Norwegen      | 5:7      |
|          |       | Dänemark – USA           | 7:6      |
|          |       | Australien – Tschechien  | 8:5      |
|          |       | Kanada – Schottland      | 6:5      |
| 8. April | 09:00 | Australien – USA         | 6:4      |
|          |       | Kanada – Norwegen        | 9:8      |
|          |       | Schweden – Schottland    | 7:11     |
|          |       | Dänemark – Tschechien    | 8:7      |

| Datum     | Zeit  | Begegnung                | Resultat |
| --------- | ----- | ------------------------ | -------- |
| 8. April  | 14:00 | Schottland – China       | 8:2      |
|           |       | Tschechien – Schweiz     | 7:8      |
|           |       | USA – Frankreich         | 5:6      |
|           |       | Norwegen – Deutschland   | 7:6      |
|           | 19:00 | Schweiz – Dänemark       | 4:7      |
|           |       | Deutschland – Kanada     | 4:9      |
|           |       | China – Schweden         | 8:2      |
|           |       | Frankreich – Australien  | 6:4      |
| 9. April  | 09:00 | Deutschland – Schweden   | 5:6      |
|           |       | Frankreich – Dänemark    | 7:4      |
|           |       | Schweiz – Australien     | 6:7      |
|           |       | China – Kanada           | 6:5      |
|           | 14:00 | Kanada – Tschechien      | 6:1      |
|           |       | Australien – Schottland  | 4:6      |
|           |       | Dänemark – Norwegen      | 3:7      |
|           |       | Schweden – USA           | 6:8      |
|           | 19:00 | Norwegen – Frankreich    | 6:4      |
|           |       | USA – Deutschland        | 8:5      |
|           |       | Tschechien – China       | 3:7      |
|           |       | Schottland – Schweiz     | 6:4      |
| 10. April | 09:00 | China – Australien       | 5:3      |
|           |       | Schweiz – Kanada         | 6:8      |
|           |       | Frankreich – Schweden    | 5:7      |
|           |       | Deutschland – Dänemark   | 10:7     |
|           | 14:00 | USA – Schweiz            | 7:8      |
|           |       | Norwegen – China         | 7:8      |
|           |       | Schottland – Deutschland | 5:3      |
|           |       | Tschechien – Frankreich  | 3:10     |
|           | 19:00 | Dänemark – Schottland    | 4:7      |
|           |       | Schweden – Tschechien    | 8:6      |
|           |       | Kanada – USA             | 10:4     |
|           |       | Australien – Norwegen    | 7:9      |

### Playoffs
|  | Page-Playoffs | Page-Playoffs | Page-Playoffs |   |                     | Halbfinale | Halbfinale | Halbfinale |        |   | Finale     | Finale | Finale |
|  |               |               |               |   |                     |            |            |            |        |   |            |        |        |
|  | 1             | Kanada        | 6             |   |                     |            |            |            |        |   |            |        |        |
|  | 2             | Schottland    | 7             |   |                     |            |            |            |        | 2 | Schottland | 3      |        |
|  | 2             | Schottland    | 7             | 1 | Kanada              | 5          |            |            |        | 2 | Schottland | 3      |        |
|  |               |               |               | 1 | Kanada              | 5          |            | 1          | Kanada | 6 |            |        |        |
|  |               | 4             | Norwegen      | 4 |                     |            |            | 1          | Kanada | 6 |            |        |        |
|  | 3             | 4             | Norwegen      | 4 | Volksrepublik China | 5          |            |            |        |   |            |        |        |
|  | 3             |               |               |   | Volksrepublik China | 5          |            |            |        |   |            |        |        |
|  | 4             | Norwegen      | 7             |   |                     |            |            |            |        |   |            |        |        |

| Team                | 1 | 2 | 3 | 4 | 5 | 6 | 7 | 8 | 9 | 10 | Total |
| Volksrepublik China | 2 | 0 | 1 | 0 | 1 | 0 | 1 | 0 | 0 | X  | 5     |
| Norwegen            | 0 | 3 | 0 | 2 | 0 | 2 | 0 | 0 | 0 | X  | 7     |

| Team       | 1 | 2 | 3 | 4 | 5 | 6 | 7 | 8 | 9 | 10 | Total |
| Kanada     | 0 | 3 | 0 | 3 | 0 | 0 | 0 | 0 | 0 | 0  | 6     |
| Schottland | 0 | 0 | 2 | 0 | 0 | 2 | 1 | 0 | 1 | 1  | 7     |

| Team     | 1 | 2 | 3 | 4 | 5 | 6 | 7 | 8 | 9 | 10 | Total |
| Kanada   | 2 | 0 | 2 | 0 | 0 | 0 | 0 | 1 | 0 | 0  | 5     |
| Norwegen | 0 | 1 | 0 | 0 | 0 | 0 | 1 | 0 | 1 | 1  | 4     |

| Team                | 1 | 2 | 3 | 4 | 5 | 6 | 7 | 8 | 9 | 10 | Total |
| Volksrepublik China | 0 | 0 | 0 | 0 | 2 | 0 | 0 | 1 | 0 | X  | 3     |
| Norwegen            | 2 | 0 | 0 | 0 | 0 | 3 | 2 | 0 | 1 | X  | 8     |

| Team       | 1 | 2 | 3 | 4 | 5 | 6 | 7 | 8 | 9 | 10 | Total |
| Schottland | 0 | 0 | 1 | 0 | 0 | 0 | 0 | 2 | 0 | X  | 3     |
| Kanada     | 0 | 1 | 0 | 0 | 2 | 0 | 1 | 0 | 2 | X  | 6     |

| Platz | Land                |
| ----- | ------------------- |
| 1     | Kanada              |
| 2     | Schottland          |
| 3     | Norwegen            |
| 4     | Volksrepublik China |
| 5     | Frankreich          |
| 6     | Australien          |
| 7     | Vereinigte Staaten  |
| 8     | Deutschland         |
| 9     | Dänemark            |
| 10    | Schweden            |
| 11    | Schweiz             |
| 12    | Tschechien          |